# Haney (Wisconsin)
Haney es un pueblo ubicado en el condado de Crawford en el estado estadounidense de Wisconsin. En el Censo de 2010 tenía una población de 309 habitantes y una densidad poblacional de 3,65 personas por km².

## Geografía
Haney se encuentra ubicado en las coordenadas 43°14′55″N 90°50′29″O / 43.24861, -90.84139. Según la Oficina del Censo de los Estados Unidos, Haney tiene una superficie total de 84.65 km², de la cual 84.62 km² corresponden a tierra firme y (0.04%) 0.03 km² es agua.

## Demografía
Según el censo de 2010, había 309 personas residiendo en Haney. La densidad de población era de 3,65 hab./km². De los 309 habitantes, Haney estaba compuesto por el 96.76% blancos, el 0.32% eran afroamericanos, el 0% eran amerindios, el 0.65% eran asiáticos, el 0% eran isleños del Pacífico, el 0% eran de otras razas y el 2.27% pertenecían a dos o más razas. Del total de la población el 0.32% eran hispanos o latinos de cualquier raza.